# Fraňo Kráľ
Fraňo Kráľ (9. března 1903 Barton, Ohio, USA – 3. ledna 1955 Bratislava) byl slovenský meziválečný básník, spisovatel-prozaik socialistického realismu a poválečný politik.

## Životopis
Narodil se v rodině slovenského vystěhovalce v USA, ale jako dvouletý se spolu s matkou vrátil zpět na Slovensko, ačkoliv finanční situace rodiny byla velmi špatná. Vzdělání získal v Smrečanech, kde bydleli po návratu z USA, později pokračoval ve studiu v Liptovském Mikuláši a odmaturoval na učitelském ústavu ve Spišské Nové Vsi. Už v době studia musel těžce pracovat a kvůli špatné stravě onemocněl tyfem[nepřesný odkaz], který ho velmi zdravotně poznamenal na celý život, nemoc zanechala trvalé stopy a pozdější plicní onemocnění bylo jeho přímým následkem. Narukoval na vojenskou službu, ale onemocněl tuberkulózou. Léčil se pak v Tatranských Matliarech, kde se utužil v sociálních otázkách a ve svém politickém přesvědčení. Později byl převezen do sanatoria v Prosečnici na Sázavě. Ještě ne zcela doléčený byl ze sanatoria propuštěn a začal pracovat jako učitel v Okoličném, později byl přeložen do malé vesničky Kováčovce v okrese Modrý Kameň a na další místa. V roce 1931 se dostal do Bratislavy, ale pro svoji komunistickou ideologii byl předčasně penzionován. Po válce pracoval na Pověřenictvu školství, byl členem ÚV KSS a členem předsednictva Svazu československých spisovatelů.
Ve volbách roku 1948 byl zvolen do Slovenské národní rady. Opětovně do ní byl zvolen ve volbách roku 1954 a zasedal zde až do své smrti.
V roce 1953 byl jmenován národním umělcem.

## Tvorba
Počátky jeho literární činnosti spadají do období jeho léčení v Tatranských Matliarech, kde napsal a publikoval svoje první verše (Pravda a Nový život). Na jeho tvorbu měla velký vliv i setkání s českými avantgardními spisovateli, se kterými se setkal v době svého léčení v Česku – Jiří Wolker, Vítězslav Nezval, Josef Hora a Stanislav Kostka Neumann a jiní. Zpočátku byl ovlivněn proletářskou poezií, později poetismem a symbolismem, ale také válečným utrpením. V románech zachytil společenské a politické poměry Slovenska mezi světovými válkami; spojil v nich dokumentárnost s lyrickými výrazovými prostředky. Kromě tvorby pro dospělé se také věnoval psaní próz pro děti a mládež.

## Dílo

### Poezie
- 1930 – Čerň na palete, sbírka básní
- 1931 – Balt, sbírka básní
- 1936 – Pohľadnice, sbírka básní
- 1945 – Z noci do úsvitu, sbírka básní
- 1952 – Jarnou cestou, sbírka básní

### Próza
- 1934 – Cesta zarúbaná, román
- 1945 – Stretnutie, román (napsán byl už v roce 1937)
- 1949 – Za krajší život, částečně vzpomínková kniha
- 1952 – Bude ako nebolo, román

### Díla pro děti a mládež
- 1931 – Jano, autobiografická próza
- 1932 – Čenkovej deti

### Ostatní díla
- 1946 – Keď sa časy menia, drama
- 1961 – Fraňo Kráľ učiteľom, sbírka projevů, článků, dopisů a jiných dokumentů